# Jillian Mercado
Jillian Mercado (née le 30 avril 1987) est une blogueuse, actrice et mannequin américaine d’origine dominicaine. Elle est une des rares mannequins professionnels en situation de handicap physique visible, étant atteinte d’une dystrophie musculaire et se déplaçant en fauteuil roulant. Elle milite aussi pour une meilleure accessibilité de la mode aux personnes handicapées d’une part, et pour la diversité dans le milieu du mannequinat d’autre part.

## Biographie

### Jeunesse
Mercado naît et grandit à New York, dans une famille composée de sa mère, couturière, et de son père, vendeur de chaussures, qui auront ensuite deux autres filles. Diagnostiquée d’une dystrophie musculaire spastique alors qu'elle est encore enfant, elle attribue son intérêt pour la mode aux activités de ses parents. Elle étudie le commerce de la mode au Fashion Institute of Technology de New York de 2006 à 2010, et travaille comme stagiaire chez Veranda (en) et Allure. Elle participe en tant que bénévole à la Fashion Week pendant plusieurs éditions.

### Carrière
En 2014, Mercado est repérée par Nicola Formichetti pour participer à une campagne publicitaire pour la marque de denim Diesel, ce qui constitue son premier contrat de mannequinat. Son succès attire l'attention du président d'IMG Models, Ivan Bart, qui la recrute chez IMG en août 2015,. Elle participe ensuite à plusieurs campagnes pour Nordstrom ou pour l'ancienne rédactrice en chef de Vogue Paris, Carine Roitfeld.
En mars 2016, elle devient l'un des trois mannequins à apparaître dans la dernière campagne du site officiel de Beyoncé, dans le cadre de la promotion du nouveau single de la chanteuse et de la tournée mondiale Formation 2016,. Plus tard ce printemps-là, elle figure dans une campagne marketing de Target Corporation présentée lors des Billboard Latin Music Awards de Telemundo. En septembre 2016, Mercado apparaît dans Glamour et Cosmopolitan, avant de faire la couverture de Posture Magazine pour la première fois à la fin de l’année.
En 2019, Jillian Mercado joue le rôle de Maribel dans The L Word : Generation Q.

## Vie privée
Elle s'identifie comme queer.